# 귀이빨대칭이
귀이빨대칭이는 동북아시아, 극동러시아, 동남아시아 일부(캄보디아, 라오스, 태국) 국가 등지에 서식하며, 주로 강 하류의 진흙이 많고 수심이 깊은 곳에 서식한다. 대한민국에서는 멸종위기종 1급으로 지정되어 있다. 물고기 몸에 붙어 기생하면서 자란 후 떨어져 강 바닥에서 자란다.

## 형태
껍데기의 각장은 18cm, 각고는 13cm이다.
다른 석패과의 조개들에 비하여 조개껍질이 평평하고 등 뒷면을 따라 닭의 벼슬 같은 큰 날개가 달려 있어 조선민주주의인민공화국에서는 변두조개라고 한다. 펄조개와 같이 귀가 발달해 있으나 닳은 흔적을 발견할 수 있다. 어릴 때는 앞뒤 모두 튀어나온 귀를 가지나 뒷귀가 더 날카롭고 크다.
껍데기는 타원형으로 두껍고 표면은 매끄럽다. 각정은 둥글며 왼쪽과 오른쪽 껍데기의 각정 부분에 긴 이빨이 있고 뒷면으로 갈수록 날카롭다. 껍데기는 각정을 중심으로 앞쪽을 따라 동심원의 생장선이 나 있고 각피가 두껍게 덮고 있다. 껍데기 표면은 황갈색 또는 검은 갈색 등이며, 안쪽면은 흰색·분홍색·남색의 광택이 나는 진주층으로 덮여 있고 외부로부터 고형물질이 들어와 생긴 돌기가 있다.

## 습성
자라는데 적당한 물의 온도는 20∼30°C이다. 수정은 1년에 2번 하며, 한 마리가 10만∼70만 개까지 알을 낳는다.

## 이용
사람이 먹을 수 있고, 진주층은 각종 공예품을 만드는 데 이용되며, 민물 진주양식에 적합하다. 하지만 대한민국에서는 멸종위기종 1급으로 지정되어있어 포획하면 처벌된다.